# Cyanotis ganganensis
Cyanotis ganganensis är en himmelsblomsväxtart som beskrevs av Raymond Albert Alfred Schnell. Cyanotis ganganensis ingår i släktet Cyanotis och familjen himmelsblomsväxter.
Artens utbredningsområde är Guinea. Inga underarter finns listade.